# Union progressiste des procureurs
L’Union progressiste des procureurs (en espagnol : Unión Progresista de Fiscales, UPF) est une association professionnelle de magistrats du ministère public en Espagne. Elle a été fondée en 1985.